# Bebearia pseudocalia
Bebearia pseudocalia är en fjärilsart som beskrevs av Otto Staudinger 1895. Bebearia pseudocalia ingår i släktet Bebearia och familjen praktfjärilar. Inga underarter finns listade i Catalogue of Life.